# Lhotský rybník (Ostružno)
Lhotský rybník je rybník o rozloze vodní plochy asi 7,5 ha zhruba obdélníkovitého tvaru o rozměrech asi 400 × 200 m, leží na potoce Velký Porák asi 500 m jižně od vesnice Ostružno v okrese Jičín. Lhotský rybník je součástí rybniční soustavy Ostruženských rybníků. Lhotský rybník je zakreslen na mapovém listě č. 60 z prvního vojenského mapování z let 1764–1768.
Rybník je využíván pro chov ryb.

## Galerie

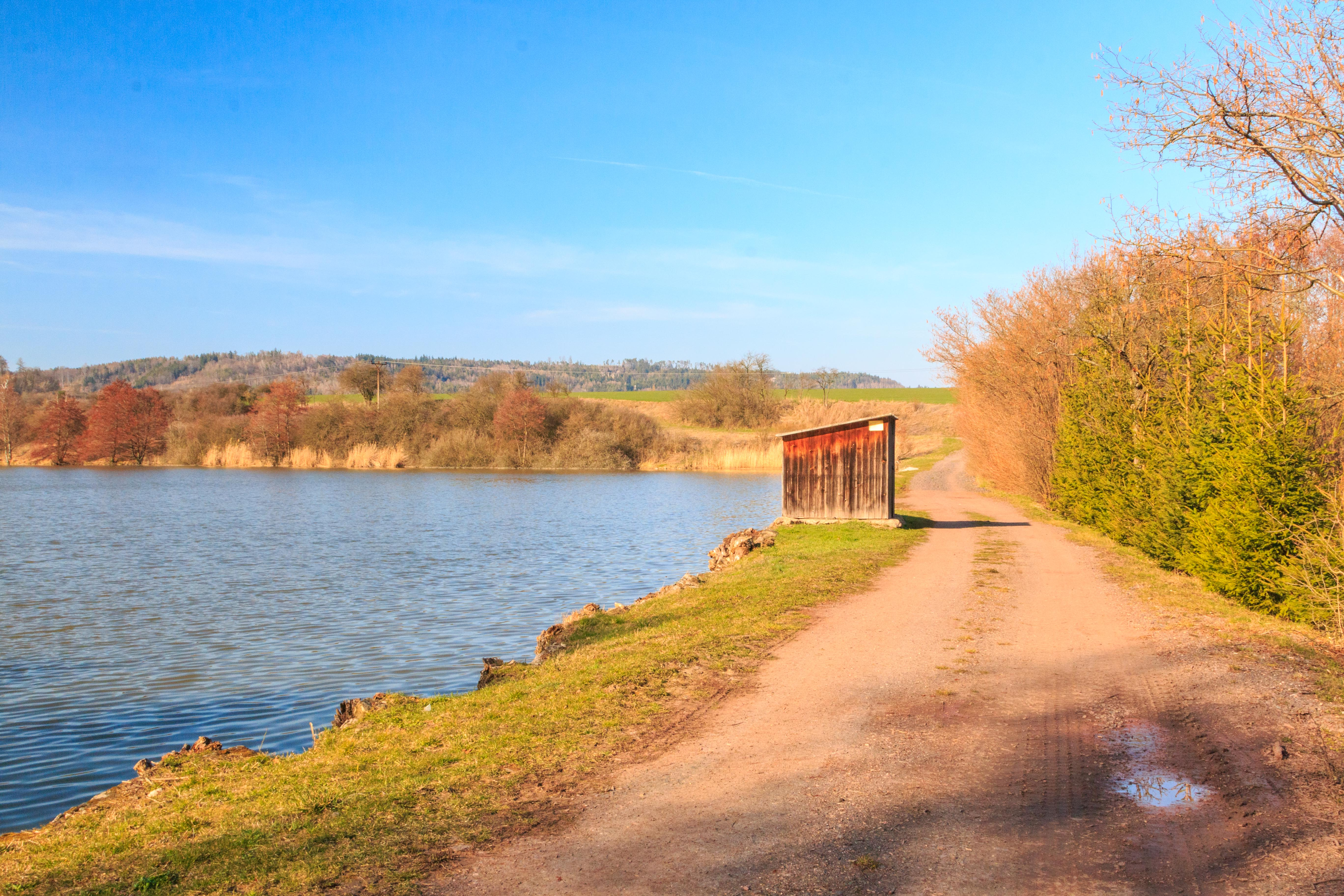
Lhotský rybník u Ostružna
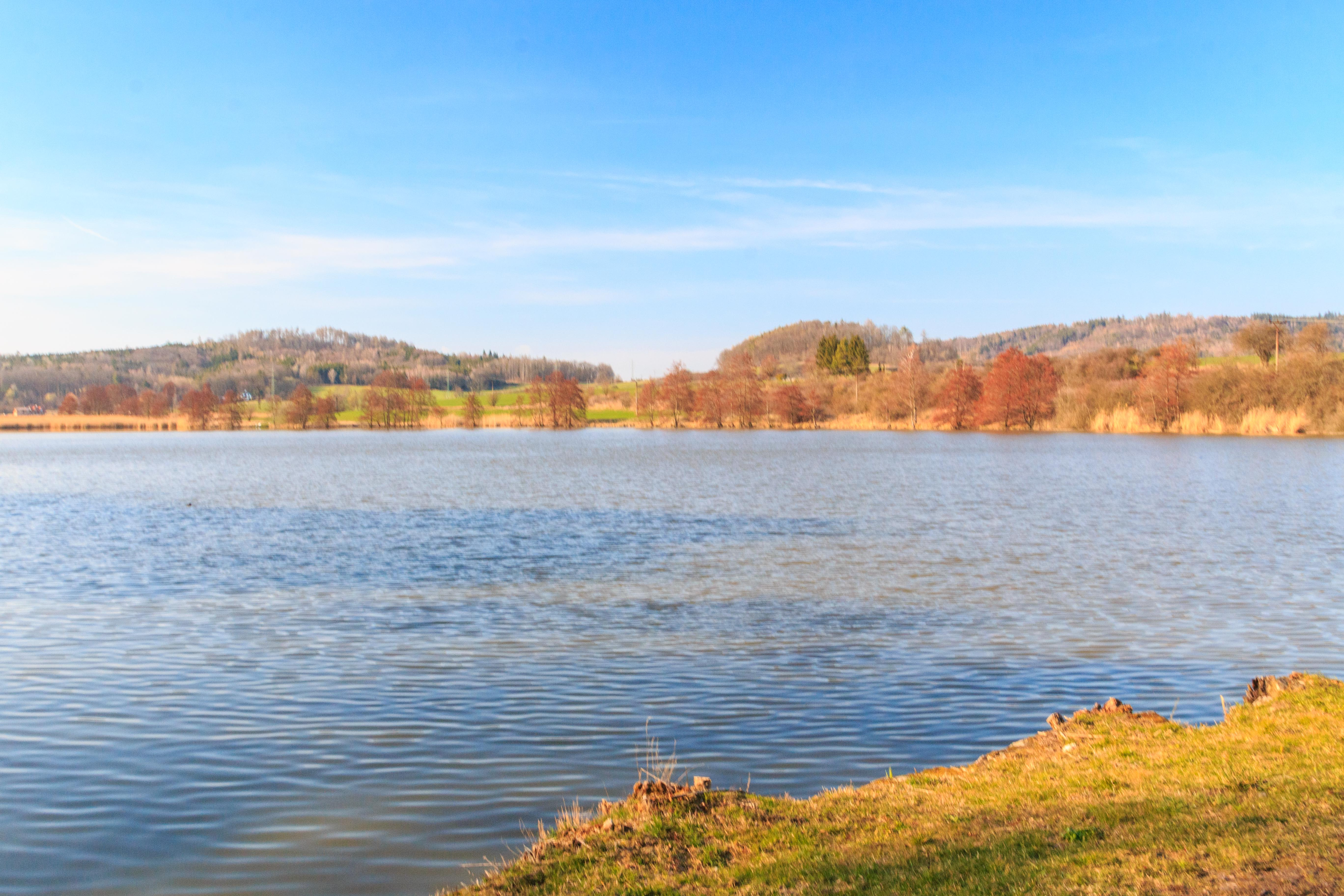
Lhotský rybník u Ostružna
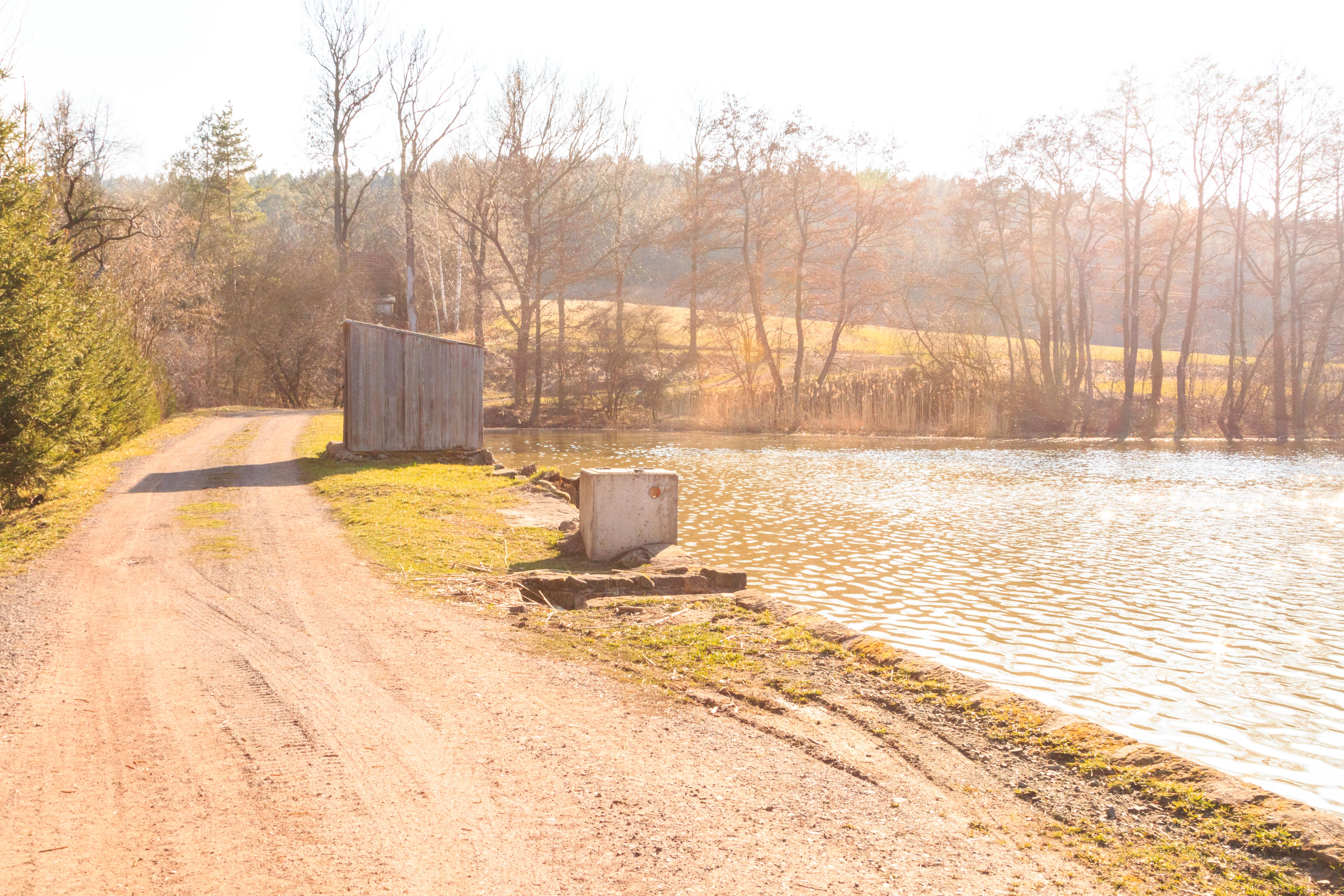
Lhotský rybník u Ostružna